# Kristijan III.
Kristijan III. (Gottorp, 12. kolovoza 1503. – Koldinghus, 1. siječnja 1559.), kralj Danske i Norveške (1534. – 1559.).

## Životopis
Kristijan III. bio je sin danskog i norveškog kralja Fridrika I. Na prijestolje dolazi 1534. god. tijekom pokušaja Kristijana II. da ponovno preuzme vlast (tzv. grofov rat, 1532. – 1536.). 
Bio je gorljiv zastupnik protestantizma i 1536. god. osnovao je državnu luteransku crkvu. Zajedno s protestantskim knezovima ratovao je protiv cara Karla V. Habsburgovca (1542. – 1544.). U ratu Schmalkaldenske lige (1544. – 1547.) ostao je neutralan.

## Vanjske poveznice
|  | Zajednički poslužitelj ima još gradiva o temi Kristijan III. |